# Толоківка (станція)
Полови́нкине — лінійна залізнична станція Лиманської дирекції Донецької залізниці на неелектрифікованій лінії Кіндрашівська-Нова — Граківка між станціями Новий Айдар (32 км) та Старобільськ (6 км). Розташована в селі Половинкине Старобільського району Луганської області.

## Історія
Станція відкрита 1954 року.
30 травня 2016 року відновлено рух приміських поїздів лінією Лантратівка — Кіндрашівська за маршрутом Кіндрашівська-Нова — Лантратівка.
Наприкінці лютого 2022 року, через російське вторгнення в Україну, тимчасово припинено рух поїздів.